# های کوکی
های کوکی (کره‌ای: 하이쿠키؛ انگلیسی: High Cookie) یک مجموعه تلویزیونی اینترنتی محصول کره جنوبی سال ۲۰۲۳ به نویسندگی کانگ هان، به کارگردانی سونگ مین یوپ و با بازی نام جی هیون، چوی هیون ووک، کیم مو یول و جونگ دا بین است. این مجموعه در یوپلاس موبایل تی‌وی از ۲۳ اکتبر تا ۲۳ نوامبر ۲۰۲۳، روزهای دوشنبه و سه‌شنبه پخش شد. های کوکی همچنین برای استریم در نتفلیکس کره قابل دسترسی است.

## بازیگران

### اصلی
- نام جی هیون در نقش چوی سو یونگ / لی اون سو[۳][۶]
- چوی هیون ووک در نقش سو هو سو[۳][۶]
- کیم مو یول در نقش یو سونگ پیل[۳]
- جونگ دا بین در نقش چوی مین یونگ[۲][۶]